# Jacques Beurlet
Jacques „Jacky“ Beurlet (* 21. Dezember 1944 in Marche-en-Famenne, Provinz Luxemburg, Belgien; † 26. September 2020 ebenda) war ein belgischer Fußballspieler.

## Karriere

### Vereine
Beurlet spielte für Standard Lüttich, wo er 1963 und von 1969 bis 1971 viermal die belgische Meisterschaft sowie 1966 und 1967 den belgischen Pokal gewann. Dabei bildete er beim Meisterschaftshattrick mit Léon Jeck, Nicolas Dewalque und Jean Thissen die Defensive. Von 1961 bis 1974 bestritt er für Standard 348 Ligaspiele, in denen er zwölf Tore erzielte. Danach wechselte er zu Royale Union Saint-Gilloise, wo er ein Jahr später seine Karriere beendete.

### Nationalmannschaft
Beurlet stand im Aufgebot der belgischen Mannschaft bei der Weltmeisterschaft 1970 in Mexiko, wurde während des Turniers jedoch nicht eingesetzt. 1968 und 1969 bestritt er drei Länderspiele für die „Roten Teufel“, in denen er ohne Torerfolg blieb.

## Erfolge
- 4× Belgischer Meister: 1963, 1969, 1970, 1971
- 2× Belgischer Pokalsieger: 1966, 1967